# Rhaphidorrhynchium micans
Rhaphidorrhynchium micans là một loài Rêu trong họ Sematophyllaceae. Loài này được (Schimp. ex Besch.) Broth. miêu tả khoa học đầu tiên năm 1925.